# کاتسو هاگا
کاتسو هاگا (انگلیسی: Katsuo Haga؛ زادهٔ ۴ دسامبر ۱۹۳۸) بوکسور اهل ژاپن بود.